# Stige

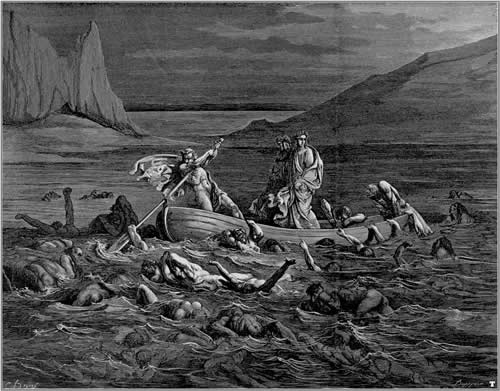
Lo Stige nell'illustrazione alla Divina Commedia di Gustave Doré

Lo Stige (in greco antico: Στύξ?, Stýx - dal verbo στυγέω, "odiare"), noto anche come "fiume dell'odio", è uno dei cinque fiumi presenti negli Inferi secondo la mitologia greca e romana.

## Storia
Secondo il mito lo Stige si estendeva in nove grandi meandri che formavano una palude, detta appunto "palude Stigia", che ostacolava la strada per arrivare al vestibolo dell'oltretomba; gli altri fiumi infernali erano Cocito (fiume del pianto), Acheronte (fiume del dolore), Flegetonte (fiume del fuoco) e Lete (fiume dell'oblio).
Gli dei lo chiamavano a testimone nei loro giuramenti mettendo in palio la propria appartenenza ai principi informatori del cosmo, dato che la potenza del fiume era tale che anch'essi la temevano, e tale giuramento era una formula inviolabile: se un dio era sospettato di mentire Zeus gli faceva bere una brocca d'acqua di questo fiume e qualora Stige avesse scoperto che aveva mentito il dio passava un anno in coma e nove anni lontano dai simposi. 
Le sue acque avevano anche il potere di rendere invulnerabili: Teti infatti vi immerse il figlio neonato Achille tenendolo però per il tallone, che non essendo stato toccato dall'acqua divenne il suo proverbiale punto debole.

## Influenza culturale

### Astronomia
- Ad una delle lune di Plutone è stato dato il nome del fiume.
- Allo Stige è intitolato lo Styx Dorsum su Marte[2].

### Letteratura
- Come molti altri luoghi della mitologia classica, anche lo Stige è stato ripreso da Dante Alighieri nella Divina Commedia: qui il fiume diventa il quinto cerchio dell'Inferno, nel quale sono immersi gli iracondi e sommersi gli accidiosi.
- Appare anche nella saga Percy Jackson e gli dei dell'Olimpo. Il protagonista, Percy Jackson, si tuffa nel fiume infernale, incontrando anche il fantasma di Achille, per ricevere le capacità necessarie per battersi contro Crono in "Percy Jackson e gli dei dell'Olimpo lo scontro finale".
- Nella Saga della spada di ghiaccio lo Stige non è un fiume ma un lago sotterraneo.
- Una caduta in uno Stige melmoso viene descritta nel L'irrimediable di Charles Baudelaire, tra incubi, funebri angosce e umidi baratri:Une Idée, une Forme, un Etre/parti de l'azur et tombé/dans un Styx bourbeux et plombé/... un Ange... au fond d'un cauchemar énorme/... un damné descendant sans lampe,/au bord d'un gouffre dont l'odeur/trahit l'humide profondeur,/d'éternels escaliers sans rampe...[3]

### Musica
- Dal nome del fiume hanno preso il nome gli Styx, gruppo rock statunitense.

### Videogiochi
- Nel videogioco Super Paper Mario, il Mondodigiù è molto ispirato all'Erebo, il regno dei morti di Ade secondo la mitologia greca. Qui c'è il fiume Ztige, palesemente ispirato allo Stige. Esso è pieno di fantasmi che tentano di trascinare nei suoi fondali chi ci va a nuoto chiamati Manomorta (Underhand) e per evitare queste creature e oltrepassare il fiume velocemente si può pagare il traghettatore Garonte, ispirato al famoso Caronte (il traghettatore del fiume Acheronte).
- Nella campagna "La Caduta del Tridente" di Age of Mythology, l'Oltretomba greco appare molte volte. Vi è un livello dove il protagonista Arkantos ne rimane intrappolato e ad un certo punto deve prendere la barca di Caronte per attraversare un tratto del fiume Stige. Dentro vi nuotano varie creature marine come Kraken e Leviatani. Nelle versioni più recenti del gioco è stata aggiunta una mappa scontro chiamata proprio Fiume Stige, ambientata appunto in una zona dell'Oltretomba vicina al fiume, e in più il fiume Stige è un tipo di tileset d'acqua che può essere messo in una mappa sull'editor.
- Nel videogioco Hades, Zagreus, figlio di Ade,si imbatte delle volte nel traghettatore Caronte, che in cambio di oboli fornisce al protagonista equipaggiamento per potenziare il suo arsenale, nel primo livello del gioco (il tartaro) si nota il fiume percorrere delle stanze. Una volta emerso dai Campi Elisi, il protagonista si ritroverà sul Tempio dello Stige nel quale dovrà afforntare i Satiri e nel quale dovrà corrompere Cerbero per raggiungere la Grecia dove lo attende suo padre Ade per sfidarlo in un duello all'ultimo sangue.
- Nel videogioco ULTRAKILL, lo Stige ricopre tutto il cerchio dell'Ira, dove si possono trovare parti dei corpi degli iracondi nell'acqua. Il primo livello comincia con il giocatore che si ritrova sott'acqua, e dopo essere risaliti in superficie ci si ritrova sulla superficie del fiume, nel secondo livello. Viene successivamente chiamata una nave dove si può combattere il Traghettatore, il secondo boss del cerchio dell'Ira. Il terzo livello si svolge all'interno della nave, che viene misteriosamente capovolta vicino alla fine. Nel quarto e ultimo livello si risale in superficie per combattere il secondo boss del cerchio, il Leviatano.